# VR (przewoźnik kolejowy)

logo VR

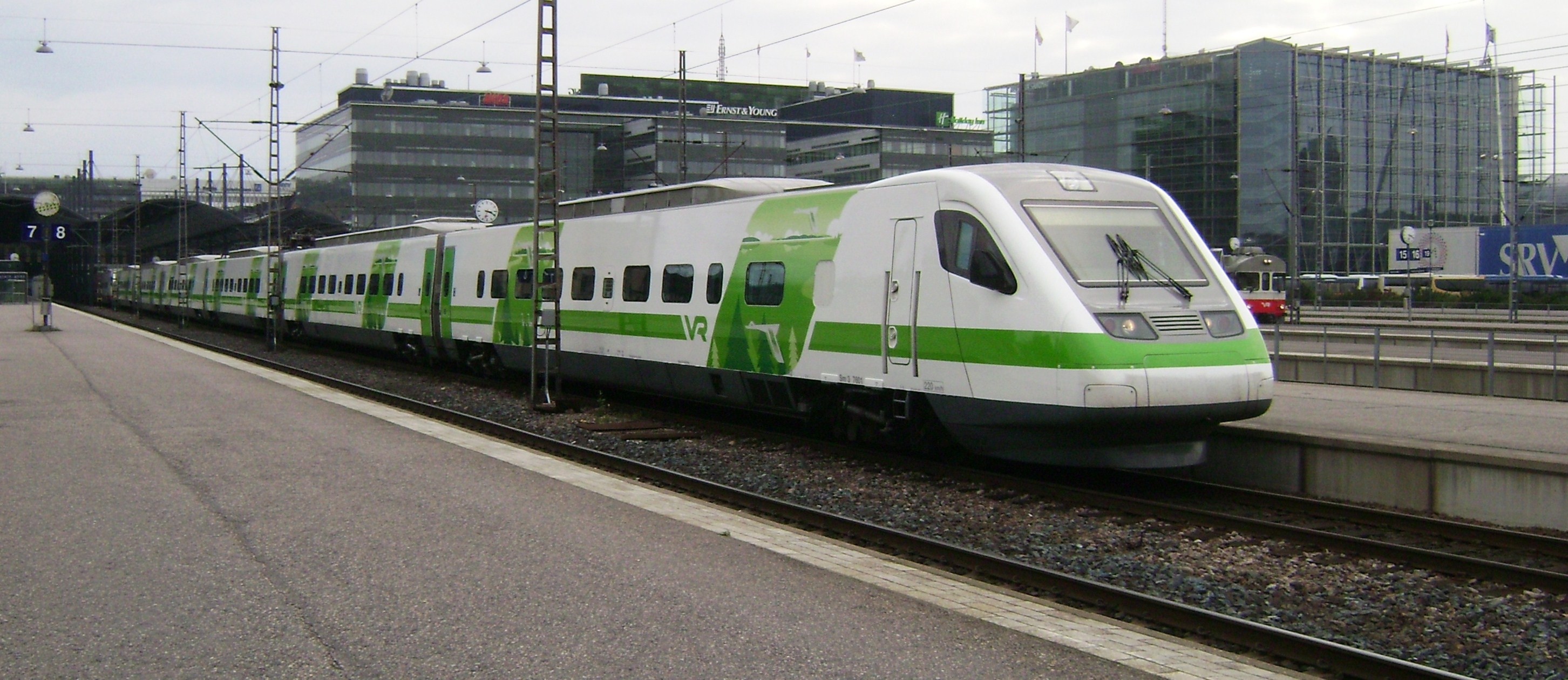
Pendolino należące do VR

Sieć VR

VR-Yhtymä Oy (VR) – państwowy przewoźnik kolejowy w Finlandii. Przedsiębiorstwo zarządza 5794 km linii kolejowych. 
VR codziennie obsługuje 250 pasażerskich połączeń dalekobieżnych oraz 800 lokalnych. Oprócz przewozów osobowych zajmuje się również transportem towarowym. Do grupy VR należy również przewoźnik autobusowy Pohjolan Liikenne oraz zajmujący się drogowymi przewozami towarowymi VR Transpoint.

## Historia
Kolej pojawiła się w Finlandii w roku 1862, kiedy otwarto linię z Helsinek do Hämeenlinny. Powstała w związku z tym firma Suomen Valtion Rautatiet (Fińskie Koleje Państwowe), która w 1922 roku zmieniła nazwę na Valtion Rautatiet. Nazwę zmieniono na obecną w 1995 roku.